# Acció Escolta de Catalunya
Acció Escolta de Catalunya és una federació d'agrupaments escoltes de Catalunya. Es defineix com una escola de ciutadania activa, democràtica, oberta, laica, progressista i catalana, que educa en la llibertat des de l'escoltisme. Té la finalitat de contribuir a l'autoformació de persones lliures, compromeses, coherents i obertes, disposades a transformar la societat i construir un món millor i més just.
Acció Escolta de Catalunya, va nàixer el 21 de novembre de 2001, com a resultat de la fusió de dues entitats: Scouts de Catalunya i Germanor Escolta de Catalunya; acordada el 21 d'octubre de 2001 a Canyelles, el Garraf, en l'Assemblea Nacional de Scouts de Catalunya i l'Assemblea General de Germanor Escolta de Catalunya, on es va aprovar el document ProjGECte eSColta, a partir del qual decidien crear una nova associació juvenil que assumia l'objectiu de continuar educant i formant infants i joves des de l'escoltisme. Constitueix una proposta d'educació en la llibertat des de l'escoltisme; una escola de ciutadania activa, democràtica, laica, progressista i catalana.

## Agrupaments
Acció Escolta de Catalunya estava formada en 2017 per prop de 900 infants i joves, i uns 200 caps escoltes distribuïts en 12 agrupaments repartits per Barcelona i L'Hospitalet de Llobregat.
| Nom                                      | Districte      | Barri                           | Localització            |
| ---------------------------------------- | -------------- | ------------------------------- | ----------------------- |
| Agrupament Escolta Aldaia                | Eixample       | L'Antiga Esquerra de l'Eixample | Barcelona               |
| Agrupament Escolta Azimut                | Sant Andreu    | Navas                           | Barcelona               |
| Agrupament Escolta i Guia La Prosperitat | Nou Barris     | La Prosperitat                  | Barcelona               |
| Agrupament Escolta Lola Anglada          | Districte I    | Sant Josep                      | Hospitalet de Llobregat |
| Agrupament Escolta Mafeking              | Horta-Guinardó | La Font d'en Fargues            | Barcelona               |
| Grupo Scout Makarenko                    | Horta-Guinardó | El Carmel                       | Barcelona               |
| Agrupament Scout Rabindranath Tagore     | Eixample       | L'Antiga Esquerra de l'Eixample | Barcelona               |
| Agrupament Escolta Rakxa                 | Sant Martí     | El Poblenou                     | Barcelona               |
| Agrupament Escolta Roland Philipps       | Gràcia         | La Salut                        | Barcelona               |
| Agrupament Escolta Sant Francesc Xavier  | Horta-Guinardó | Horta                           | Barcelona               |
| Agrupament Escolta Skues                 | Sants-Montjuïc | Sants-Badal                     | Barcelona               |
| Agrupament Escolta l'Avenc               | Sant Martí     | El Poblenou                     | Barcelona               |

L'AE Rocafort, membre fundador d'Acció Escolta, va comunicar la seva sortida d'AEC a la AGO XIX del 17 de novembre del 2019.